# Yanbian
|  | Yanbian er også et amt i provinsen Sichuan |
Yanbian (forenklet kinesisk: 延边; traditionel kinesisk: 延邊; pinyin: Yánbiān; Wade-Giles: Yán-piēn; hangul: 연변.) er et autonomt præfektur i provinsen Jilin i Folkerepublikken Kina. Det har været domineret af en  koreansktalende befolkning, men dette er udlignet noget ved kinesisk tilvandring. Præfekturet har et areal på 43.509 km2 og en befolkning på 2.180.383 mennesker (2007).	

## Administrative enheder
Det autonome præfektur Yanbian har jurisdiktion over 6 byamter (市 shì) og 2 amter (县 xiàn).
| Kort              | Kort     | Kort   | Kort          | Kort   | Kort       | Kort                   | Kort        | Kort      |
| ----------------- | -------- | ------ | ------------- | ------ | ---------- | ---------------------- | ----------- | --------- |
| Kort over Yanbian |          |        |               |        |            |                        |             |           |
| #                 | Navn     | Hanzi  | Pinyin        | Hangul | Romanisert | Befolkning (2003 est.) | Areal (km²) | Indb./km² |
| Byamter           |          |        |               |        |            |                        |             |           |
| 1                 | Yanji    | 延吉市 | Yánjí Shì     | 연길   | Yŏngil     | 410.000                | 1.332       | 308       |
| 2                 | Tumen    | 图们市 | Túmén Shì     | 도문   | Tomun      | 130.000                | 1.142       | 114       |
| 3                 | Dunhua   | 敦化市 | Dūnhuà Shì    | 돈화   | Tonhwa     | 480.000                | 11.963      | 40        |
| 4                 | Hunchun  | 珲春市 | Húnchūn Shì   | 혼춘   | Honch’un   | 220.000                | 4.938       | 45        |
| 5                 | Longjing | 龙井市 | Lóngjǐng Shì  | 룡정   | Ryongjŏng  | 250.000                | 2.592       | 96        |
| 6                 | Helong   | 和龙市 | Hélóng Shì    | 화룡   | Hwaryong   | 210.000                | 5.069       | 41        |
| Amter             |          |        |               |        |            |                        |             |           |
| 7                 | Wangqing | 汪清县 | Wāngqīng Xiàn | 왕청   | Wangch’ŏng | 250.000                | 8.994       | 28        |
| 8                 | Antu     | 安图县 | Āntú Xiàn     | 안도   | Ando       | 210.000                | 7.444       | 28        |

## Etnisk sammensætning
I 2000 havde Yanbian 2.209 646 indbyggere og en befolkningstæthed på 50,73 indb./km².
| Folkeslag | Indbyggere | Andel  |
| --------- | ---------- | ------ |
| Han       | 1.341.175  | 60,7%  |
| Koreanere | 801.210    | 36,26% |
| Manchuer  | 56.970     | 2,58%  |
| Hui       | 6.732      | 0,30%  |
| Mongoler  | 2.613      | 0,12%  |
| Andre     | 946        | 0,04%  |